# フリースラント

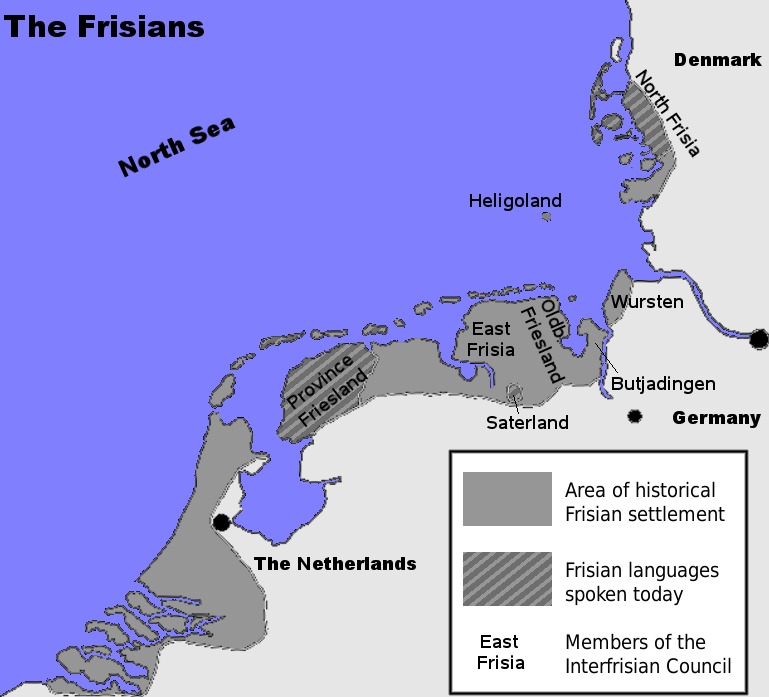
歴史上、灰色に着色した部分がフリースラント。
現在は斜線を入れた部分でフリスク語が話される

フリースラント（オランダ語: Friesland、西フリジア語:Fryslân 、オランダ低ザクセン語:Fraislaand 、ドイツ語: Friesland）は、オランダ・ドイツの北海沿岸の地方名。沖合にあるフリースラント諸島を含む。固有の言語であるフリスク語ではフリスラン (Fryslân)。ほか、フリジア (英語: Frisia)、フリスラント (デンマーク語: Frisland)。
歴史的には西方系ゲルマン人のフリース人が居住した。

## 地域区分
全体は次の3つの地方に分けられる
西フリースラント（ヴェストフリースラント）
 オランダ：南ホラント州と北ホラント州の一部、フリースラント州およびフローニンゲン州
東フリースラント（オストフリースラント）
 ドイツ：ニーダーザクセン州の一部
北フリースラント（ノルトフリースラント）
 ドイツ：シュレースヴィヒ＝ホルシュタイン州の一部

## 地理
フリースラント諸島は北海の海岸に沿って断続的に連なり、上記3地方に属す西・東・北の3諸島に分けられる。これらによって北海から隔てられた海域（広大な干潟も含む）をワッデン海と呼ぶ。
フリースラントの住人は潮の干満への対策としてテルプと呼ばれる人工の盛り土の上に家屋を建て、47年にフリースラントを訪れた博物学者の大プリニウスは潮の干満に晒されるテルプの上の家を船に例えた。テルプの上の家屋はドイツ風の様式であるが、屋根の葺き方はオランダ、ドイツのいずれとも異なる。12世紀頃から海岸線に沿った堤防の建設が進められ、1200年頃にはフリースラント全体が堤防で囲まれるようになった。
穀物の栽培はあまり盛んではなく、酪農が農業の中心でフリージアン種のウシが飼われている。

## 歴史
フリースラントには土質の安定した海成粘土質の土地が多く、紀元前5世紀頃には沿岸部に居住する人間が増加していった。
ローマ帝国が衰退した後ゲルマン人がオランダに進出しフリースラント王国を建設するが、734年にフリースラントはフランク王国のカロリング家のカール・マルテルによって制圧される（フリースラント・フランク戦争）。フランク王国はライン川沿岸に教会を建設し、キリスト教の布教によるフリース人の統合を試みたが、十分な成果はあがらなかったといわれている。ボニファティウスによる布教活動も難航し、754年にボニファティウスはフリース人によって殺害された。7世紀から8世紀にかけてフリース人の水路を利用した商業活動が活発化し、ドイツ奥地、イギリス、フランス、スカンディナヴィア半島に進出した。
9世紀からオランダはノルマン人の攻撃に晒され、フリースラントはノルマン人の最初の標的とされる。841年にフランク王ロタール1世は二人のノルマン人に爵位を授け、そのうちの一人であるロリックによってフリースラントにノルマン人の侯国が建てられる。885年、ホラント家のヘルルフによってノルマン人の侯が殺害され、ノルマン人の国家は消滅する。
11世紀にフリースラントはドイツのブラウンシュヴァイク伯の領土に属し、12世紀にはホラント伯とユトレヒト司教の共同統治領とされるが統治は形式的なものにとどまり、1100年以降実質的に領主が存在しない状態が続いていた。歴代のホラント伯はしばしばフリースラントの制圧を試みたが、完全にこの地を支配下に置くことはできず、1256年にフリースラント遠征を実施したウィレム2世はフリース人の農民の襲撃を受けて落命した。フリースラントは時に「領主なきフリースラント」と言われ、封建制や領主制が定着せず、住民はいずれも自由身分の農民であり、当時の西ヨーロッパでは例外的な地域となっていた。14世紀から15世紀にかけてのフリースラントでは私的権力組織が活動し、しばしば私闘が行われたと言われている。
1524年にフリースラントは神聖ローマ皇帝カール5世によって併合され、長らく続いていた領主の不在は終わりを迎える。
フリースラントはオランダの中で最も遅れた地域の一つだったが、ゾイデル海とワッデン海を締め切る大堤防の建設によって中心地域との時間的距離が短縮され、急速な開発が進められた。

## 文化
古くはゲルマン人の一部族フリース人が住んでいた。現在のフリース人も固有のフリスク語（フリジア語）を用いており、学校では第二国語として教えられている。フリスク語は隣接する地域で話されるオランダ語よりも英語に近い特徴を持つが、北海漁業を通じてフリース人がイングランドの漁民としばしば接触したためだとする説もある。フリスク語による本、新聞、ラジオ放送があり、独自の民族音楽も作られている。